# 現代人報
《現代人報》，是存在於1985年至1994年的一份廣東省報章。初為周報，經歷過八十年代末期中國大陸的政治動蕩。香港商人于品海於九十年代與《現代人報》成立合資公司，報章遂改為日報直至被中共勒令停刊。

## 歷史
《現代人報》在1985年9月以周報形式創刊，由中國國際貿易促進會廣東分會（廣東貿促會）主辦。《現代人報》自創刊以來一直宣揚改革開放，言論在當時較為開放及大膽，也提供了很多獨家新聞信息，王若望、千家駒、金觀濤、王若水、劉賓雁及嚴家其等學者及作家都是該報的主要撰稿人，曾經盛極一時，在大陸知識分子層中有影響力，與同時的《深圳青年報》、《世界經濟導報》及《蛇口邊訊報》並稱為「四大『小』報」。1987年反對資產階級自由化逆潮起時，曾遭停刊，因前中共廣東省委第一書記任仲夷力保才得以倖免。六四事件以後「四大『小』報」中只得《現代人報》還存在。自1988年之後被評為 “全國十佳報紙” 和 “全國優秀報刊”。
1992年鄧小平南巡後，《現代人報》與擁有香港智才集團的商人于品海討論合作；最終智才集團屬下的智慧傳播有限公司與現代人報社在得廣東貿促會同意下於1993年2月達成協議，合組廣東現代人報業經營有限公司，並先後在同年8月及9月獲批准公司成立及發出營運執照。1993年11月，《現代人報》改為彩色編印。1994年2月，《現代人報》改為一周出版兩期，並將篇幅增倍為對開8版；同年6月1日，《現代人報》改為日報，成為中國大陸第一家綜合性彩色日報。
1994年4月，《明報》記者席揚因被指竊取、刺探國家機密而被判刑12年，作為《明報》主席的于品海也參加了在香港的抗議活動。同年7月，廣東省外經委向現代人報業經營有限公司發文指令立即停止一切經營業務，並限制其90天內補辦有關手續；廣東貿促會也向《現代人報》宣布其不再入作為該報的主辦單位。現代人報業經營有限公司即回信駁回其要求，並表示公司業務會繼續正常運作，終直至90天限期屆滿後外經委也無動作。《現代人報》也四出尋求新的主辦單位，雖然初時各單位都表示樂意接受，但最後都拒絕了請求；任仲夷、陸沂及于飛等都曾出力協助，但都無濟於事。
1994年12月28日，廣東省新聞出版局指按照《國家報刊管理例》中「如主辦單位不再負責，該報刊應停刊」規定，因廣東貿促會早於該年7月不再作為《現代人報》主辦單位而下令該報於1995年1月1日起停刊，並宣佈原有的全國刊號作廢。表面理據雖然如此，但也有人說原因是黨派為了保持勢力，要全封殺在大陸合法合資也是唯一的傳媒，以控制局面。

## 版面
日報時代對開8版
- 1版 要聞
- 2版 綜合新聞
- 3版 經濟
- 4版 文學性副刊
- 5版 國際新聞
- 6版 動態性副刊
- 7版 體育
- 8版 娛樂

## 報章特色
《現代人報》為一民間報章，不像機關報般受中國共產黨控制，加上所在的廣州為改革開放先行，故其宣傳新觀念，推動新的文化和政治改革及言論較為大膽而影響當時。當時中共保守派亦曾指責《現代人報》散布異端邪說，搞亂人們思想觀念。于品海合營注資後規模擴大，將報章改為日報，又以全彩色印刷，率先以圖示方式報導事件，對社會時事報導比中共控制的《羊城晚報》、《廣州日報》及《南方日報》深入全面，還有數管齊下的「掃蕩式推廣」、與現代報業接軌的合同聘用制薪酬待遇及編採手段等，都讓《現代人報》被認為是較自由開放的報章。

## 歷任總編輯
- 易征（1985年－1994年）